# Schaumburg-Lippe-Straße 6

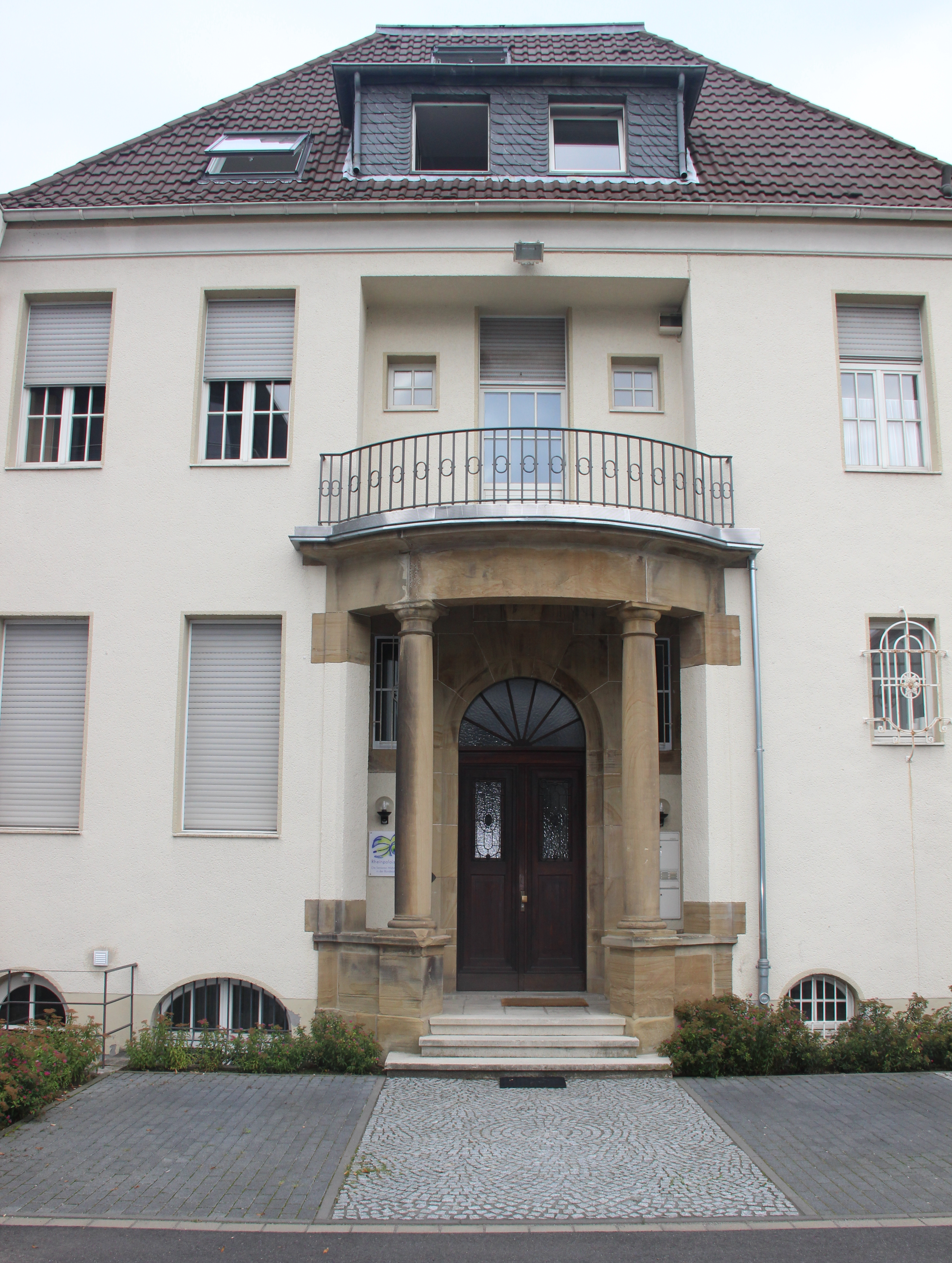
Villa Schaumburg-Lippe-Straße 6 (2014)

Das Gebäude Schaumburg-Lippe-Straße 6 ist eine Villa im Bonner Ortsteil Südstadt, die 1911/12 errichtet wurde. Sie liegt an einer von der Adenauerallee (Bundesstraße 9) abzweigenden Stichstraße oberhalb des Rheinufers (Rathenauufer). Die Villa war von 1950 bis 1960 Sitz der Vertretung des Landes Berlin beim Bund.

## Geschichte
Das Haus entstand als Hälfte einer Doppelvilla (Halbvilla) für den Bauherrn Heinrich Mannstaedt nach Plänen des Godesberger Architekten Carl Doflein (* 1856) auf dem neuparzellierten Grundstück der ehemaligen Villa Franz Heinrich Freiherr von Rigal (erbaut 1846, 1905/06 abgebrochen). Die andere Haushälfte (Schaumburg-Lippe-Straße 8) war bereits 1904/05 für den Professor Theodor Rumpf erbaut worden. Auf den Bauantrag Mannstaedts vom 25. Februar 1911 hin wurde am 26. April die Baugenehmigung erteilt. Das Haus wurde in massiver Ziegelbauweise errichtet und verputzt sowie mit Massivdecken versehen; für einen über alle Geschosse reichenden und weit vor die Bauflucht tretenden Erker sowie die ebenfalls stark vorspringende seitliche Terrasse waren Ausnahmegenehmigungen erforderlich. Anfang Mai 1911 begann die Bauausführung, am 21. Oktober 1911 erfolgte die Rohbauabnahme und am 23. Mai 1912 die Gebrauchsabnahme.
Im Zweiten Weltkrieg wurde das Haus im alliierten Luftkrieg zu 50 Prozent zerstört.:327 Nachdem Bonn 1949 vorläufiger Parlaments- und Regierungssitz der Bundesrepublik Deutschland geworden war, entschied sich der Magistrat von Groß-Berlin, in der Halbvilla die Bonner Dienststelle seiner am 1. Juni eröffneten Landesvertretung (Vertretung des Magistrats von Groß-Berlin bei der Bundesrepublik Deutschland):312 einzurichten. Mitte Juli 1949 wurde das Gebäude im Beisein des Berliner Oberbürgermeisters Ernst Reuter besichtigt und zur Anmietung ausgewählt. Die seinerzeitige Eigentümerin, Ottilie Mannstaedt in Rostock, knüpfte ihre Zustimmung an eine Vermietung zunächst an eine Zuzugsgenehmigung nach Bonn. Die Finanzierung des Wiederaufbaus einschließlich der Enttrümmerung konnte mit Hilfe zweier vom Land Nordrhein-Westfalen vermittelter Hypothekendarlehen erfolgen, zu deren Bedienung das Land Berlin der Eigentümerin einen jährlichen Baukostenzuschuss gewährte, die Zinszahlungen übernahm sowie ihr darüber hinaus jährlich 6.000 DM zahlte.:327 Die Wiederaufbauarbeiten begannen Mitte September 1949, die Gebrauchsabnahme erfolgte am 21. Juli 1950. Die Landesvertretung wurde vom Senator für Bundesangelegenheiten geleitet und besaß zunächst noch eine weitere Dienststelle am vormaligen Sitz des Wirtschafts- und des Länderrats der Bizone in Frankfurt am Main.:342
Im Februar 1960 zog die Berliner Landesvertretung innerhalb Bonns in die Villa Joachimstraße 7 um. Dort war zuvor die Geschäftsstelle der Deutschen Gesellschaft für Auswärtige Politik (DGAP) beheimatet gewesen, die nun im Gegenzug das bisherige Gebäude der Landesvertretung anmietete und dort am 1. Oktober 1960 ihre Arbeit aufnahm. Neue Eigentümerin des Hauses wurde später die katholische Kirche. Sie kündigte der DGAP im August 1964 den Mietvertrag zum März 1965. 2017 erwirbt der Münchner Unternehmer Peter Wild die Villa. Heute ist in dem Haus eine Senioren-Wohngemeinschaft beheimatet.
as Haus wird jetzt zu Wohnzwecken genutzt.

## Gartenpavillon

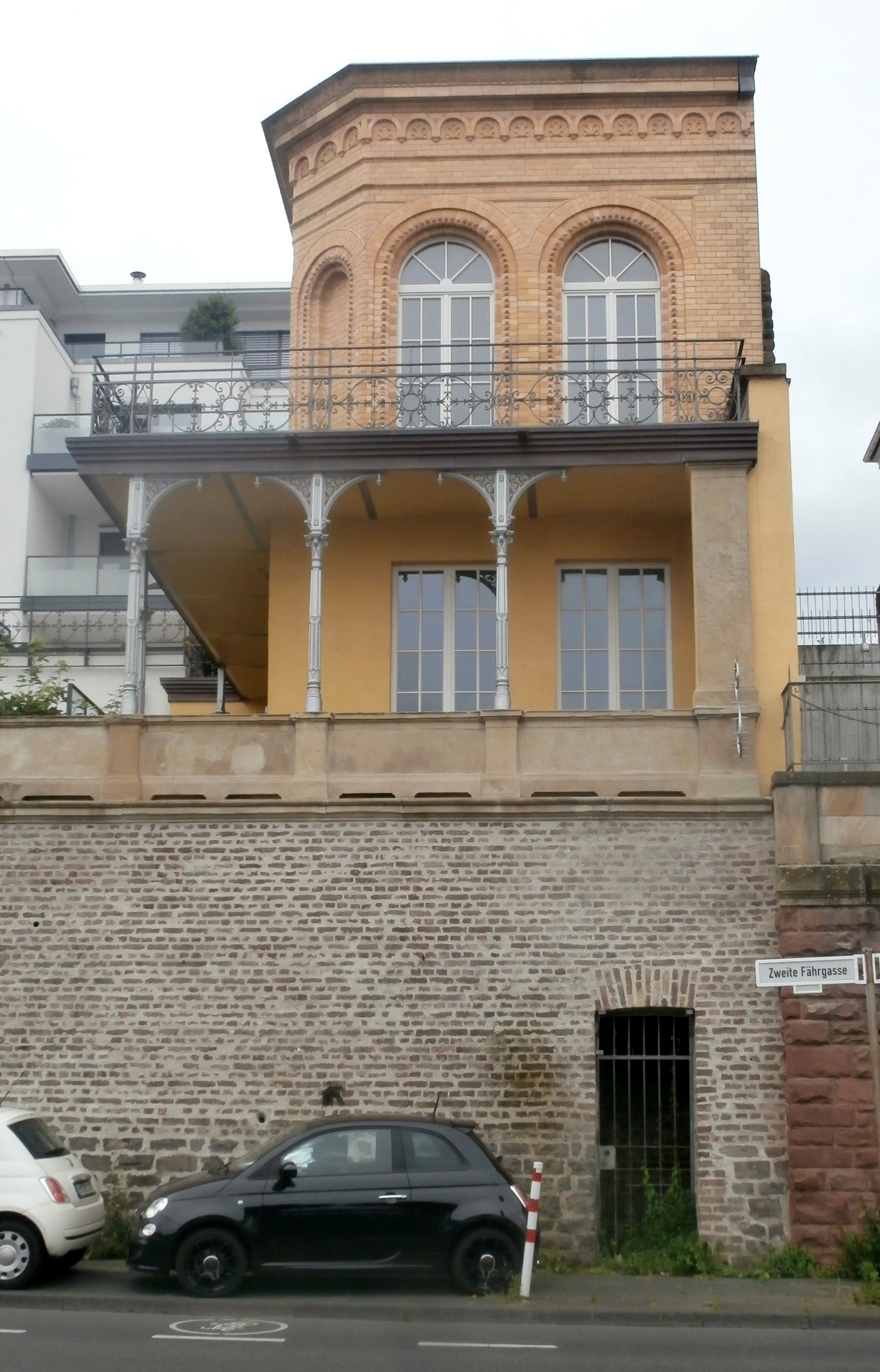
Gartenpavillon, Ansicht vom Rathenauufer (2016)

Zu dem Anwesen gehört auch ein früher dem Grundstück Adenauerallee 63 zugehöriger Gartenpavillon oberhalb des Rathenauufers, der 1880 als Gartenzimmer mit bedeckter Halle errichtet wurde. Es handelt sich um einen rechteckigen Pavillon mit abgeschrägten Ecken in Klinkermauerwerk, der mit einem zweiseitig umlaufenden Balkon auf gusseisernen Stützen mit originalem schmiedeeisernen Gitter ausgestattet ist. Der Pavillon steht als Baudenkmal unter Denkmalschutz, die Eintragung in die Denkmalliste der Stadt Bonn erfolgte am 6. Februar 1998.

## Belege
1. ↑  Olga Sonntag: Villen am Bonner Rheinufer: 1819–1914. Band 3, Katalog (2), S. 322.
2. ↑  Olga Sonntag: Villen am Bonner Rheinufer: 1819–1914, Band 2, Katalog (1), S. 41.
3. ↑  Olga Sonntag: Villen am Bonner Rheinufer: 1819–1914. Band 3, Katalog (2).
4. 1 2 3 4  Helmut Vogt: Brückenköpfe: Die Anfänge der Landesvertretungen in Bonn 1949–1955. In: Rheinische Vierteljahrsblätter, ISSN 0035-4473, Jahrgang 64 (2000), S. 309–362. (online)
5. ↑  Daniel Friedrich Eisermann: Außenpolitik und Strategiediskussion: die Deutsche Gesellschaft für Auswärtige Politik 1955 bis 1972, Oldenbourg Verlag, München 1999, ISBN 3-486-56338-6, S. 82/83. (zugleich Dissertation Universität Bonn, 1995)
6. ↑  Die Angaben sind der rechtswirksamen Denkmalliste der Stadt Bonn entnommen. Sie wird von der Unteren Denkmalbehörde geführt, bei der die Einträge zu den einzelnen Denkmälern eingesehen oder von ihr kostenpflichtig bezogen werden können.
7. ↑  Denkmalliste der Stadt Bonn (Stand: 15. Januar 2021),  Nummer A 3361

Koordinaten: 50° 43′ 47,5″ N, 7° 6′ 36,8″ O